# Bethenny Frankel
Bethenny Frankel (4 de noviembre de 1970) es una personalidad de televisión, empresaria y escritora estadounidense. Fue concursante del programa de telerrealidad The Apprentice: Martha Stewart, quedando segunda, en 2005. Frankel recibió atención al ser parte del reparto del canal de televisión Bravo, The Real Housewives of New York City; ha protagonizado siete de diez temporadas desde que se estrenó en 2008. Desde entonces ha tenido su propio spin-off, Bethenny Ever After (2010-2012), Bethenny & Fredrik (2018) y el programa de entrevistas, Bethenny (2013-2014).
Fuera de su trabajo en la televisión, Frankel es la fundadora de la marca Skinnygirl y escritora de libroa de autoayuda. Su programa "B Strong" (en español: Sé fuerte) se estrenó en 2017.

## Primeros años
Frankel es la única hija de Robert J. Frankel, un entrenador y criador de caballos, y Bernadette Birk, una diseñadora de interiores. Su padre era judío y su madre, católica, de ascendencia galesa, quien se convirtió al judaísmo cuando se casaron. Su padre dejó a su madre cuando Frankel tenía cuatro años. Cuando tenía cinco, su madre se casó con otro entrenador de caballos, John Parisella. Frankel describe su infancia como difícil. Su padre biológico paró de prestar apoyo económico a la familia y su madre, según comentó Frankel, "estaba siempre bebiendo" y a menudo se peleaba con su padrastro.
Frankel dijo que se mudó con frecuencia y debido a esto, asistió a diversas escuelas hasta que asistió a una escuela privada. Frankel se graduó en 1988 de Pine Crest School en Fort Lauderdale, Florida. Asistió al Natural Gourmet Institute en Nueva York y a la Universidad de Boston.

## Carrera

### Televisión
Bethenny trabajó como asistente de producción en Saved by the Bell.
En 2005, Frankel fue concursante de The Apprentice: Martha Stewart, un concurso, y fue una de las dos finalistas. En 2008, Frankel fue seleccionada para el programa de telerrealidad, The Real Housewives of New York City. En junio de 2010, Frankel protagonizó el programa de telerrealidad de Bravo, Bethenny Getting Married?, que documentaba su compromiso y matrimonio con Jason Hoppy, y el nacimiento de su única hija. Al tiempo de su estreno, el programa fue uno de los más vistos en la historia de Bravo. En septiembre de 2010, Frankel anunció que por problemas personales no volvería a The Real Housewives of New York City para su cuarta temporada. Sin embargo, tras meses de especulación, fue confirmado el 20 de octubre de 2014 que Bethenny volvería s er parte del reparto para la séptima temporada como la ama de casa principal tras tres temporadas ausente.
Los trámites para crear una programa de charlas dirigido por Frankel comenzaron en 2011 y se reavivaron en 2012. El programa Bethenny se estrenó el o de septiembre de 2013, y fue cancelado el 14 de febrero de 2014, lanzado repeticiones hasta el final de la temporada.

### Skinnygirl
En marzo de 2009, el libro de Frankel, Naturally Thin: Unleash Your SkinnyGirl and Free Yourself from a Lifetime of Dieting, fue publicado y The SkinnyGirl Dish: Easy Recipes for Your Naturally Thin Life, fue publicado en diciembre. Creó un DVD de ejercicios, Body by Bethenny, en primavera de 2010 y un audiolibro, The Skinnygirl Rules, que era un sumario de los libros anteriores. En 2011, Frankel publicó, A Place of Yes: 10 Rules for Getting Everything You Want Out of Life y en diciembre de 2012, publicó la novela Skinnydipping.
Frankel creó la compañía Cocktail Skinnygirl en abril de 2011 y luego le vendió la compañía a Fortune Brands' Beam Global (ahora parte de Suntory) por unos 100 millones de dólares.
En mayo de 2017, Bethenny celebró la apertura de Skinnygirl Market Fresh Deli. por la American Heart Association. Skinnygirl Market Fresh Deli también apya el prohrama de Bethenny, B-Strong: Find Your Yes, la cual es una filial de Dress For Success.

## Caridad
Su programa B Strong para mujeres y sus familiares en crisis trabaja con la organización caritativa Delivering Good para proveer a los afectados por el huracán de 2017 con cartas de regalo, tarjetas bancarias y todo lo necesario. Bethenny y su equipo han ayudado a víctimas de desastres naturales en Puerto Rico, Houston y México.
Frankel posó nuda para PETA en septiembre de 2009.

## Vida personal
Frankel se casó con el ejecutivo Peter Sussman en 1996 y se divorció de él en 1997. Se casó con ejecutivo farmacéutico Jason Hoppy en marzo de 2010, y su hija, Bryn, nació en mayo de ese año. Frankel se separó de Hoppy en diciembre de 2012 y presentó el divorcio en 2013. Se llegó a un acuerdo por la custodia de su hija en 2014, aunque las negociaciones sobre las propiedades aún estaban abiertas. El divorcio fue finalizado en julio de 2016, cuatro años después de la separación de la pareja. En diciembre de 2017, presentó una demanda por la custodia completa de su hija.
Frankel mantuvo una relación con el productor Trevor Engelson por un corto período de tiempo. Según Frankel, su relación romántica rápidamente se convirtió en una de negocios.

## Filmografía

### Como ella misma
| Año              | Título                               | Notas                                                                                               | Ref. |
| ---------------- | ------------------------------------ | --------------------------------------------------------------------------------------------------- | ---- |
| 2005             | The Apprentice: Martha Stewart       | Finalista, 13 episodios, segundo lugar                                                              |      |
| 2008–10, 2015–19 | The Real Housewives of New York City | Reparto principal (temporadas 1–3, 7–11)                                                            |      |
| 2009             | Z Rock                               | Episodio: "I Wanna Be Z-dated"; como le interés amoroso de Joey                                     |      |
| 2010–12          | Chelsea Lately                       | Invitada, varios episodios                                                                          |      |
| 2010             | Skating with the Stars               | Finalista                                                                                           |      |
| 2010–15          | The Ellen DeGeneres Show             | Invitada, varios episodios                                                                          |      |
| 2010–12          | Bethenny Ever After                  | Reparto principal                                                                                   |      |
| 2013–14          | Bethenny                             | Anfitriona                                                                                          |      |
| 2016, 2018       | The Real Housewives of Beverly Hills | Invitada (temporadas 6 y 8)                                                                         |      |
| 2016, 2022       | Beat Bobby Flay                      | Jueza Invitada; Episodio: "Comforts of Home" (temporada 10), Episodio: "Fancy Pants" (temporada 29) |      |
| 2017             | Million Dollar Listing New York      | Invitada (temporada 6, episodio 3)                                                                  |      |
| 2017–19          | Negociando con tiburones             | Invitada (5 episodios)                                                                              |      |
| 2017             | Bethenny & Fredrik                   | Papel principal                                                                                     |      |
| 2018             | Bar Rescue                           | 1 episodio, "Operation: Puerto Rico"                                                                |      |
| 2020–presente    | Just B                               | |      |
| 2021             | The Big Shot with Bethenny           | |      |
| 2022–presente    | ReWives                              | Pódcast                                                                                             |      |
| 2022–presente    | Money Court                          | Jueza                                                                                               |      |

### Como actriz
| Año  | Título                     | Papel       | Notas                                        | Ref. |
| ---- | -------------------------- | ----------- | -------------------------------------------- | ---- |
| 1993 | Soiree Sans Hors D'oeuvres | Mujer       | Papel recurrente                             |      |
| 1994 | Hollywood Hills 90028      | Laura Drake | Papel principal                              |      |
| 1995 | Wish Me Luck               |             |                                              |      |
| 2013 | The Neighbors              | Jill        | 1 episodio, "Mo Purses Mo Money Mo Problems" |      |